# Poo-Len
Poo-Len es un álbum de estudio del grupo Ciudad Jardín perteneciente a la compañía discográfica Fonomusic editado en el año 1988 compuesto por 11 canciones.

## Lista de canciones
| N.º | Título                              | Duración |  |
| 1.  | «Óyeme Papel»                       |          |  |
| 2.  | «¿Cuánta Fruta? Un Regalo»          |          |  |
| 3.  | «Toda Su Vida Dedicada A Los Demás» |          |  |
| 4.  | «Un Meñique»                        |          |  |
| 5.  | «El Mar Te Invitaba»                |          |  |
| 6.  | «Cactus Bello Y Purísimo»           |          |  |
| 7.  | «Poo-Len»                           |          |  |
| 8.  | «Su Visión De La Vida»              |          |  |
| 9.  | «Sed (Y No Había Bar)»              |          |  |
| 10. | «Nada Más Y Nada Menos»             |          |  |
| 11. | «No Hay Problemas»                  |          |  |